# Ropica andamana
Ropica andamana là một loài bọ cánh cứng trong họ Cerambycidae.